# Thais triangularis
Thais triangularis är en snäckart som först beskrevs av Henri Marie Ducrotay de Blainville 1832.  Thais triangularis ingår i släktet Thais och familjen purpursnäckor. Inga underarter finns listade i Catalogue of Life.